# Томино (Франция)
Томино (фр. Tomino, корс. Tominu) — коммуна во Франции, находится в регионе Корсика. Департамент коммуны — Верхняя Корсика. Входит в состав кантона Кап-Корс. Округ коммуны — Бастия.
Код INSEE коммуны — 2B327.

## Население
Население коммуны на 2008 год составляло 213 человек.
| 1962 | 1968 | 1975 | 1982 | 1990 | 1999 | 2008 |
| ---- | ---- | ---- | ---- | ---- | ---- | ---- |
| 104  | 130  | 147  | 178  | 193  | 186  | 213  |

## Экономика
В 2007 году среди 128 человек в трудоспособном возрасте (15—64 лет) 78 были экономически активными, 50 — неактивными (показатель активности — 60,9 %, в 1999 году было 55,8 %). Из 78 активных работали 69 человек (34 мужчины и 35 женщин), безработных было 9 (3 мужчины и 6 женщин). Среди 50 неактивных 5 человек были учениками или студентами, 30 — пенсионерами, 15 были неактивными по другим причинам.